# 天平衣装
天平衣装（てんぴょういしょう）とは、奈良時代、特に天平時代で確立された服飾を指す。
天平衣装は、唐の漢服の影響を色濃く受け、奈良時代に成立した。この時期に、律令に基づく『衣服令』が定められ、主に「朝服」「礼服」「制服」という3種類が生まれた。